# Philistina aurita
Philistina aurita är en skalbaggsart som beskrevs av Gilbert John Arrow 1910. Philistina aurita ingår i släktet Philistina och familjen Cetoniidae. Inga underarter finns listade i Catalogue of Life.